# Пирин Галов
Пирин Михайлов Галов е български ултрамаратонец и планински бегач.

## Биография
Роден е на 1 февруари 1974 г. в София, в семейство на спортисти, национални състезатели по ориентиране. В младежките си години е състезател по ориентиране с треньор Благовеста Аврамова. След това, особено по време на следването си, се занимава активно със спортно катерене и алпинизъм. Завършва политически науки в Софийския университет.
Започва да се занимава с бягане от 2011 г., увеличавайки постепенно дистанциите. Първата си маратонска дистанция, през 2015 г., Галов преодолява 66 километра на Трявна Ултра. През 2017 г. е трети на Пирин Ултра, най-трудния ултрамаратон в България. Участва в редица ултрамаратони като Ultra Trail Tarragona в Испания, Corfu mountain trail ultra на остров Корфу, Frozen peaks marathon в Гърция, Cursadi Ciclopi Endurance Trail в Сицилия и Terra de Gigantes в Португалия.
Многократно се класира на челните места в състезанията. Сред най-значимите постижения на Галов е победата му на ултрамаратона Terra de Gigantes (2023 г.). В това състезание, прекосяващо Португалия от изток на запад, пробягва 303 км с 11 220 метра положителна денивелация за 49 часа и 33 минути.

## Избрани постижения
| Състезание                                                | Държава на провеждане | Разстояние/денивелация | време     | Класиране/участници | Година на участие |
| Тера де Гигантес - Terra de Gigantes                      | Португалия            | 301км / 7890м          | 49:33:00  | 1/60                | 2023              |
| Ultra Trail Tarragona Sport HG - Long Trail Tarraconensis | Испания               | 328км / 8590м          | 49:42:54  | 1/60                | 2022              |
| S1 Trail La Corsa Della Bora - Ipertrail 2022             | Италия                | 184км / 9020м          | 30:48:28  | 5/61                | 2022              |
| Коджа кая - 75 км                                         | България              | 74км / 4430м           | 9:40:44   | 2/51                | 2021              |
| Cursa di Ciclopi                                          | Италия                | 511км / 20560м         | 105:46:02 | 4/51                | 2023              |
| Frozen Peaks                                              | Гърция                | 250км / 12180м         | NA        | 1/NA                | 2019              |
| Corfu Mountain Trail Ultra                                | Гърция                | 103км / 4200м          | 15:02:31  | 3/70                | 2018              |
| Transgrancanaria                                          | Испаия                | 269км / 12000м         | NA        | 6/NA                | 2018              |
| Пирин Ултра                                               | България              | трасе A 150            | 25:50:54  | 3/47                | 2017              |
| Paranesti                                                 | Гърция                | 160км / 12908м         | NA        | 3/NA                | 2015              |
| Персенк Ултра                                             | България              | 130км / 7490м          | NA        | 4/NA                | 2015              |